# Trachea punctisigna
Trachea punctisigna är en fjärilsart som beskrevs av Paul Dognin 1914. Trachea punctisigna ingår i släktet Trachea och familjen nattflyn. Inga underarter finns listade i Catalogue of Life.